# 一小時的故事
《一小时的故事》（英語：The Story of an Hour）是美国女作家凯特·肖邦写的一篇短篇故事，最初名为The Dream of an Hour，于1894年发表时改为现名。故事讲述女主人公露易丝·玛拉尔德听说丈夫已死到发现丈夫还活着中间一个小时的心理历程。

## 概括
露易丝·玛拉尔德患有心脏疾病，所以她的姐妹约瑟芬十分婉转地告诉她她丈夫的死讯：死于铁路灾难。她先是抽泣了一小会，然后把自己关进了房间。她伤心欲绝，后来却越来越觉得她丈夫的死亡便是她灵魂与身体的解放！她开了门挽着约瑟芬的腰下楼，却猛然看见开门进来的丈夫。原来她的丈夫并没有遇害，甚至还不知道发生了灾难！露易丝死了，死于心脏疾病，病因是她太过"兴奋"。（此故事过程约为一小时，所以叫做一小时的故事The story of an hour）

## 主要人物
（以出场顺序排列）
- 露易丝·玛拉尔德（Louise Mallard，女主角，患有心脏病）
- 约瑟芬（Josephine，露易丝的姐妹）
- 理查兹（Richards，露易丝丈夫的朋友，由于只有两句是有他的所以上面概括不提到）
- 布伦特利·玛拉尔德（Brently Mallard，女主角的丈夫）